# Trasaltar

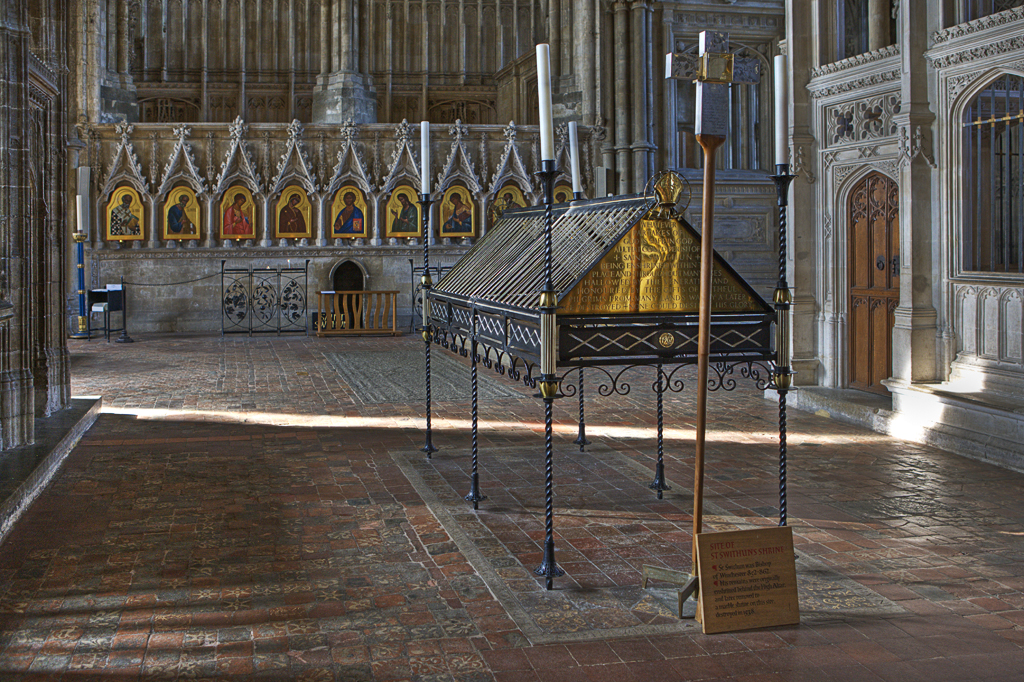
Trasaltar Catedral de Winchester (Reina Unido)

Un trasaltar es un término, en arquitectura religiosa que define el espacio situado detrás del altar mayor en una gran iglesia o catedral. 
Por extensión, trasaltar también designa a la cara del muro testero situado tras el altar mayor, en la girola o deambulatorio. 
Por lo general suelen estar fuertemente decorados como en los casos de la catedral de Burgos, de 1498 o en la catedral de Ávila, con el sepulcro de El Tostado, de hacia 1511, pero también los hay sencillos, como en la catedral Nueva de Salamanca, ejemplos todos ellos encontrados en Castilla y León, España.
En la catedral de Winchester, Reino Unido, es famoso su trasaltar, de gran belleza y variedad, construido entre  1200 y 1230 para albergar el santuario de San Swithun.